# Dommartin-sur-Vraine
Dommartin-sur-Vraine là một xã, nằm ở tỉnh Vosges trong vùng Grand Est của Pháp. Xã này có diện tích 7,1 km², dân số năm 1999 là 281 người. Xã này nằm ở khu vực có độ cao từ 305–491 m trên mực nước biển.

## Biến động dân số
| 1962                                         | 1968 | 1975 | 1982 | 1990 | 1999 |
| -------------------------------------------- | ---- | ---- | ---- | ---- | ---- |
| 231                                          | 258  | 261  | 284  | 293  | 281  |
| Số liệu từ năm 1962: Dân số không tính trùng |      |      |      |      |      |